# Bougies de la Cour

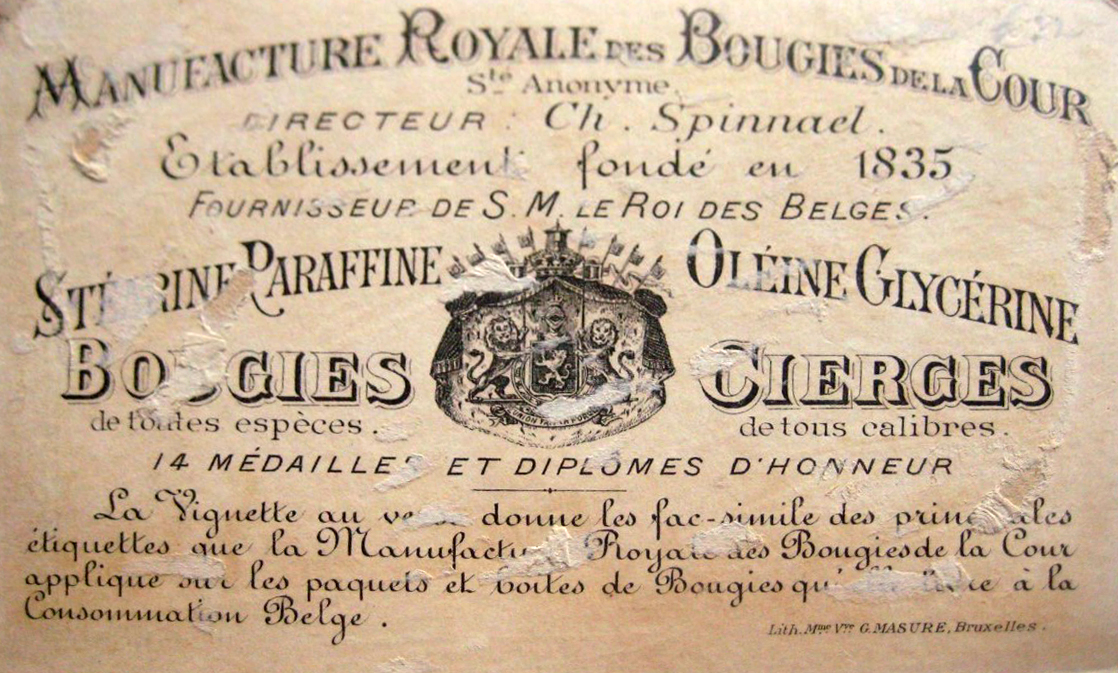
Visitekaartje van het bedrijf

De Manufacture Royale des Bougies de la Cour, kortweg Bougies de la Cour, was de oudste kaarsenfabriek van België en hofleverancier van de Belgische koning. Het werd in 1835, kort na de oprichting van de Belgische staat, in Cureghem, Brussel, opgericht. Het was een van de eerste bedrijven ter wereld die zich op industriële schaal bezighield met de chemie van natuurlijke vetten. In het begin van de twintigste eeuw fuseerde het bedrijf met Roubaix-Oedenkoven uit Borgerhout, Antwerpen, waarmee het verder ging als S.A. des Bougies de la Cour et de Roubaix Oedenkoven. Het fabriekscomplex in Brussel is in 1948 gesloopt vanwege plannen voor  stedelijke herontwikkeling.